# یوری شوکین
 یوری ایوانویچ شوکین (روسی: Ю́рий Ива́нович Щу́кин؛ زادهٔ ۲۶ ژوئن ۱۹۷۹) یک تنیس‌باز اهل قزاقستان است. 